# Bisfenol E
Bisfenol E (afgekort tot BPE) is een organische verbinding met als brutoformule C14H14O2. 

## Synthese
Bisfenol E kan bereid worden door reactie van fenol met aceetaldehyde, onder invloed van een zure katalysator. De reactie zelf verloopt middels een elektrofiele aromatische substitutie.

## Toepassingen
Bisfenol E wordt gebruikt bij de productie van polycarbonaten en diverse kunststoffen, waaronder harsen.